# Churdínaga
Churdínaga (en euskera y oficialmente Txurdinaga) es un lugar de la anteiglesia de Begoña, barrio de la villa de Bilbao (Vizcaya, España). Pertenece al distrito de Ocharcoaga-Churdínaga (distrito 3) junto con el barrio de Ocharcoaga. El barrio cuenta con una superficie de 109,67 hectáreas y 16 778 habitantes (datos de 2016).

## Historia

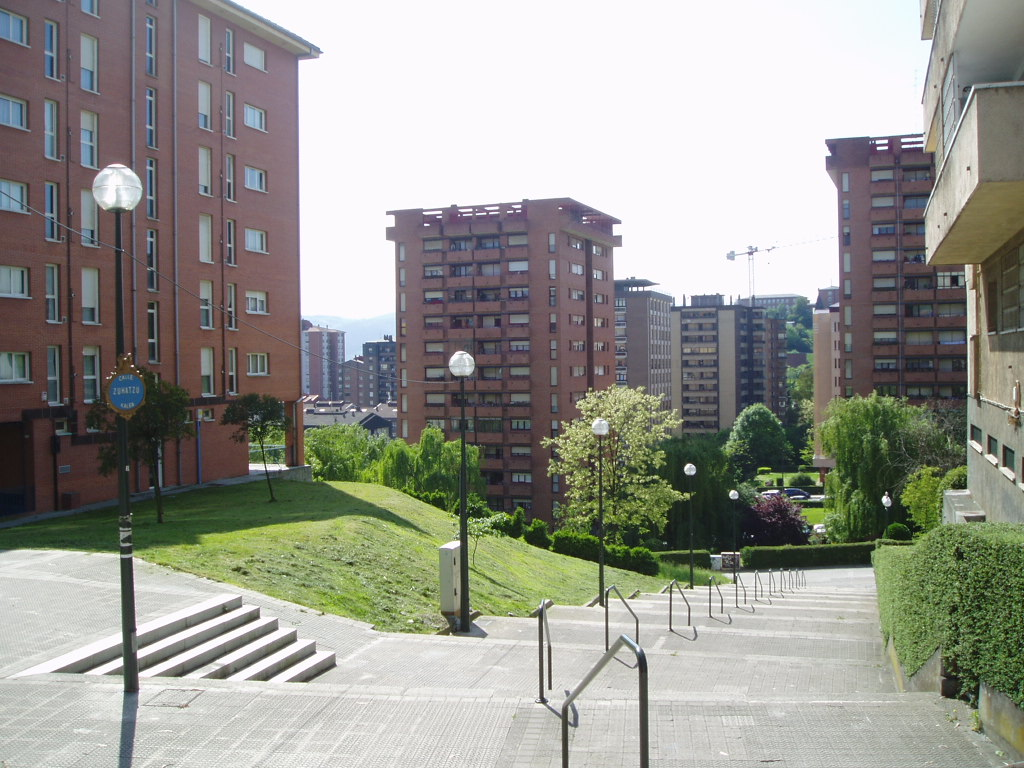
Paseos peatonales en el barrio de Churdinaga.

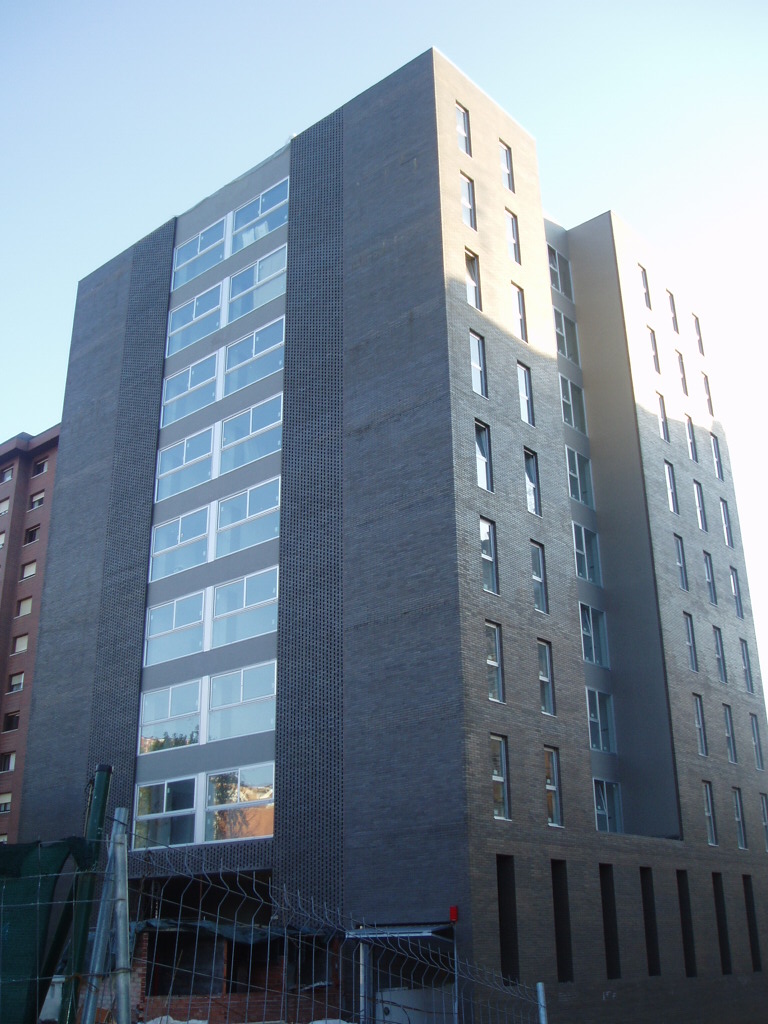
Bloque de viviendas en la avenida Jesús de Galíndez premiado por el Colegio Oficial de Arquitectos Vasco Navarro.

A inicios de la década de los 70 se comenzó a construir en el área rural comprendida entre los barrios de Ocharcoaga y Santuchu. Se tendió principalmente a la construcción en altura, lo que a la postre ha permitido al barrio dotarse de importantes zonas verdes y de esparcimiento. En los años 90 se completó la construcción del barrio con edificaciones de menor altura. En algunos casos, además, se han tratado de viviendas que diversos gremios han promovido en cooperativa.
Uno de los principales hitos de la urbanización de Churdinaga ha sido la apertura en 1988 del parque de Europa, una de las principales zonas verdes de Bilbao con 107 000 m².
Recientemente se han realizado diversas obras de acondicionamiento de aceras, jardines y mobiliario público, así como la construcción sobre los últimos solares que quedan libres en el barrio. Principalmente viviendas de venta libre y algunas promociones de viviendas de protección oficial, así como una gran residencia para la tercera edad. Una de estas promociones de viviendas, el bloque ubicado en el 14A de la avenida Jesús Galíndez, obra de los arquitectos Sandra Gorostiza y David Torres, fue premiado por el Colegio Oficial de Arquitectos Vasco Navarro.

## Zonas verdes
En los años 80 se emprendió una de las más grandes y menos conocidas intervenciones urbanísticas del Bilbao posindustrial. En 1988 se inauguró el parque de Europa, obra de los arquitectos Manuel Salinas y José Iriondo, buscaba regenerar un entorno degradado y unir los barrios de Ocharcoaga, Santuchu, Bolueta y Churdinaga, algunos de ellos muy desfavorecidos y con unas características sociales muy distintas. Así, se acondicionó el lugar en el que se ubica el parque, la vaguada del río Matalobos, en la que se ubicaba una chatarrería, un vertedero y diversas actividades insalubres y en donde anteriormente, previamente a la transferencia de la competencia de urbanismo y vivienda al Gobierno Vasco, el Ayuntamiento de Bilbao tenía previsto edificar viviendas. Supuso un gran paso adelante para una zona periférica y carente de áreas de esparcimiento. 

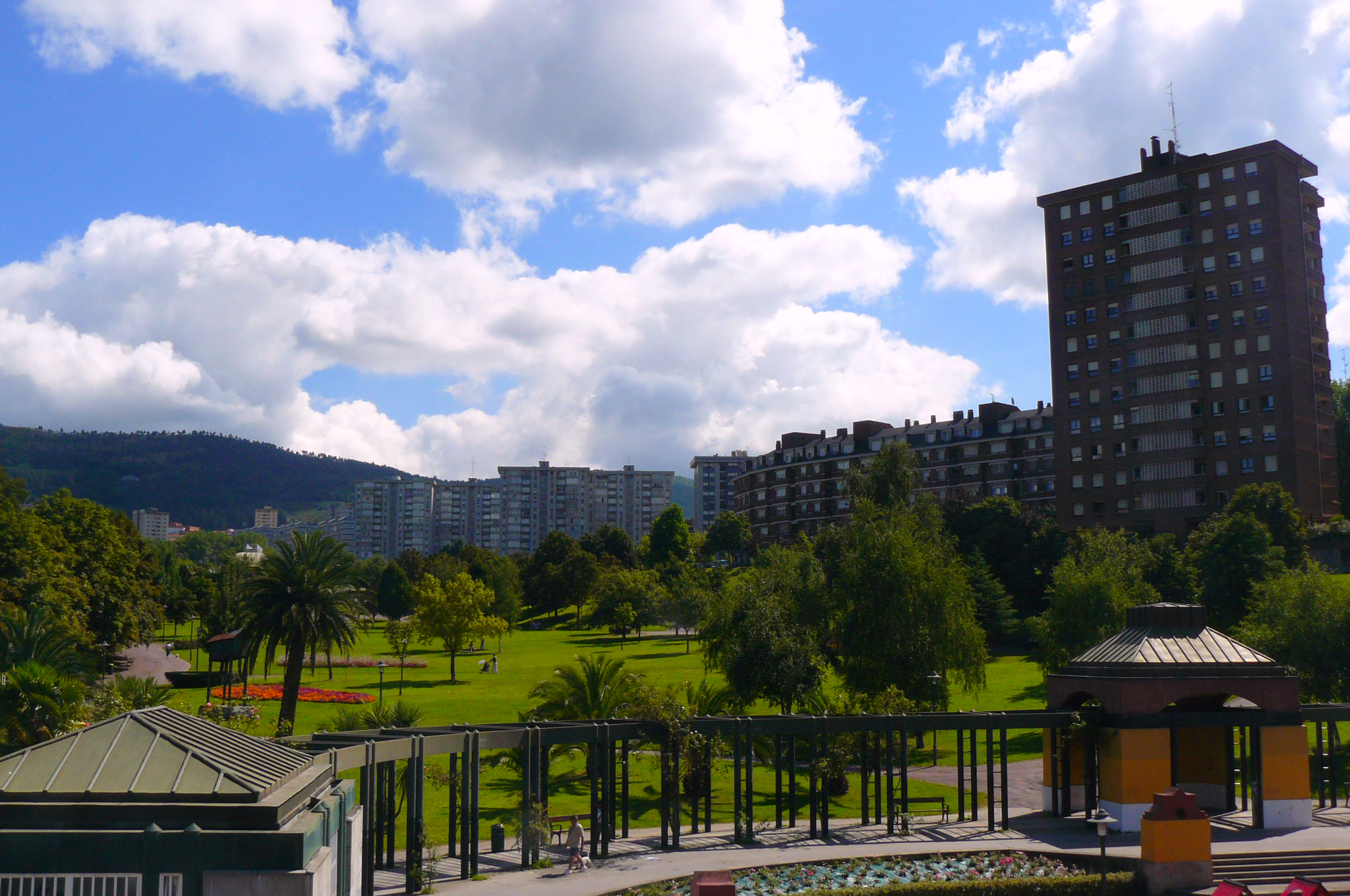
Parque de Europa con las viviendas de la calle Ondarroa y avenida Julián Gayarre a la derecha

El parque cuenta además con un monumento en recuerdo del político gallego Alfonso Daniel Rodríguez Castelao, obra de M. Ángel Lerxundi, junto al que regularmente se organizan actos de homenaje. La escultura simboliza un hórreo que se alza sobre una base para la que se empleó granito gallego e incluye la leyenda "Castelao para ela viveu, para ela morreu" ("Castelao para ella vivió, para ella murió", en gallego). Además, el parque cuenta con diversas esculturas adquiridas mediante convenios de intercambio con otros municipios. De este modo, en 1983 se adquirió "Minotauro" de los irlandeses Seamus Dunbar y Connor Byrne; en 1993 una escultura del danés Peter Bonnen; y en 1996 la obra "The friendship stone" ("La piedra de la amistad" en inglés), de Rachel Fenner, donada por el condado inglés de Hampshire. El parque cuenta con zona de juegos infantiles, un invernadero, un estanque y una zona para practicar el patinaje. El Ayuntamiento de Bilbao acometió la reforma del parque en 2002.
Los jardines de Garai se extienden a ambos lados de la avenida Gabriel Aresti. Cuenta con una fuente que se ilumina por la noche, juegos infantiles, y parte de las diversas estructuras del parque y algunas figuras están realizadas a base de azulejos de colores.
Entre los jardines de Garai y la avenida Jesús de Galíndez se encuentran los jardines de Mrs. Leah Manning. El Ayuntamiento de Bilbao decidió dedicar en 2002 esta plaza ajardinada a la maestra y parlamentaria laborista británica que posibilitó la evacuación de 4000 niños vascos al Reino Unido durante la Guerra Civil. Además de con la presencia de las autoridades locales y provinciales, la inauguración de los jardines contó con la visita del parlamentario laborista británico Andrew Dismore, así como el vicecónsul inglés de Bilbao. La plaza cuenta con una serie de cinco esculturas del artista José Luis Uberuaga denominada "Goizeko euri artean" ("Entre la lluvia de la mañana" en euskera).

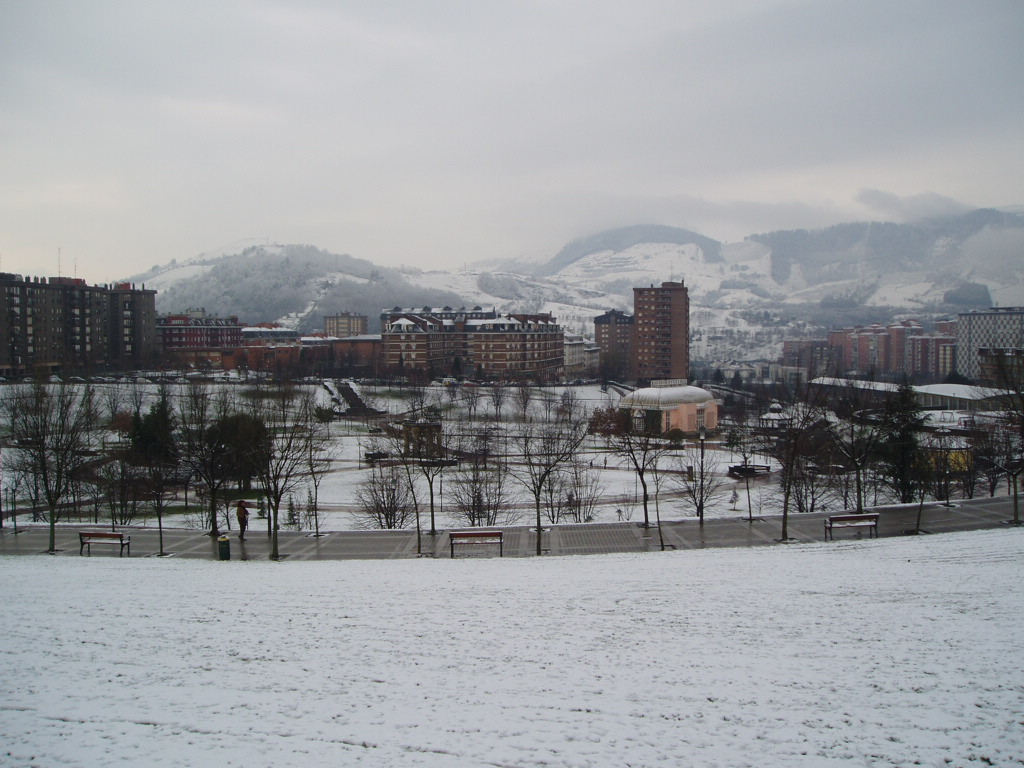
El parque Europa nevado.
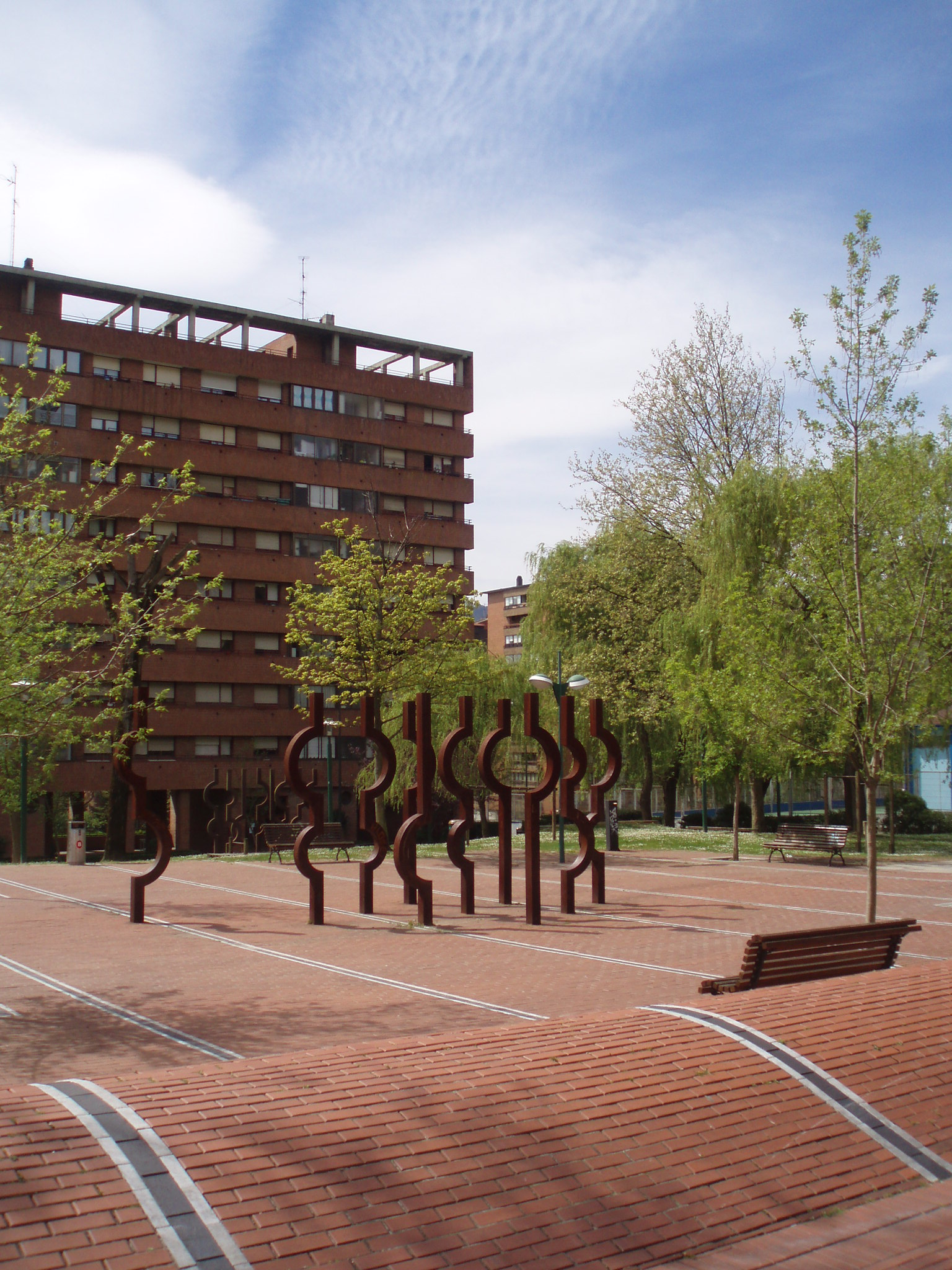
Jardines de Mrs. Leah Manning.
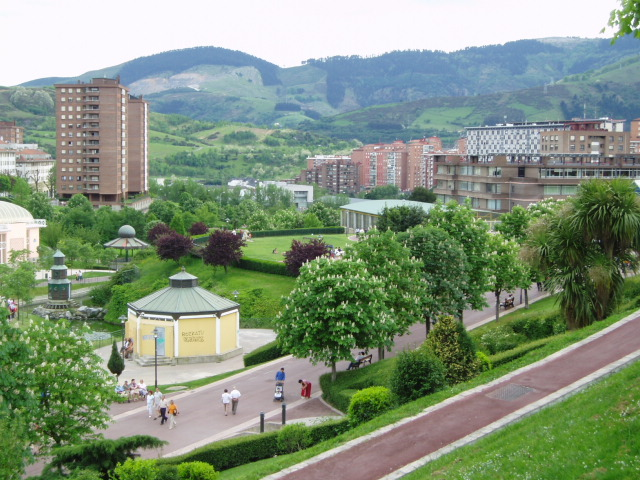
El parque Europa y al fondo los montes que rodean Bilbao.
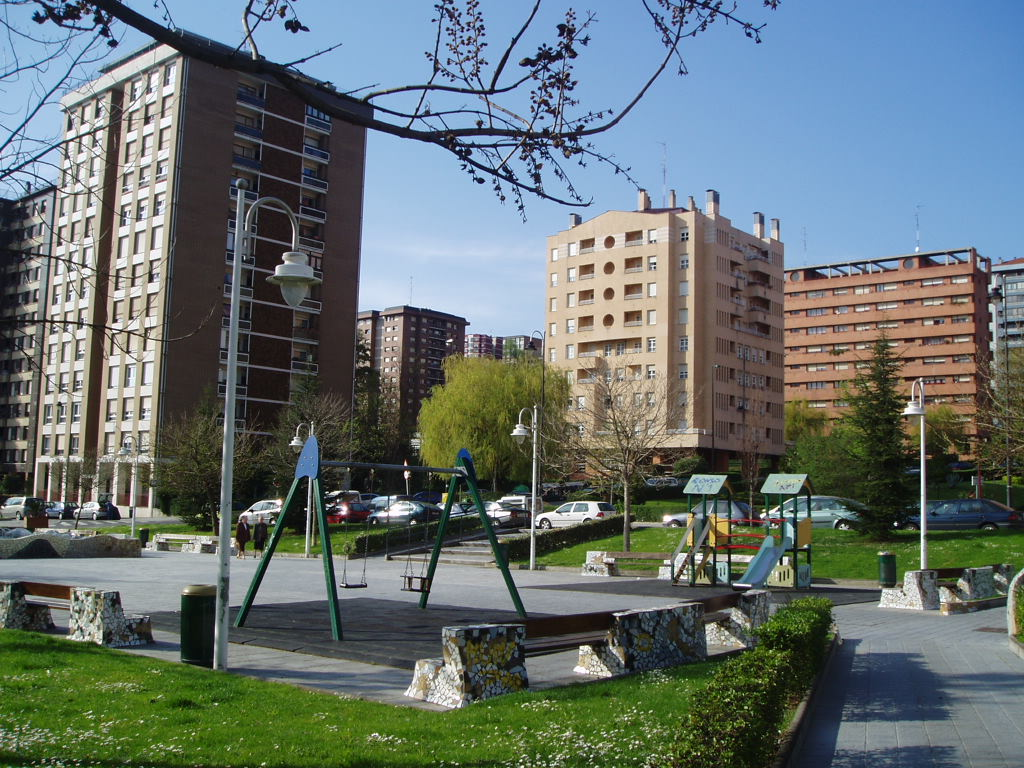
Jardines de Garai.
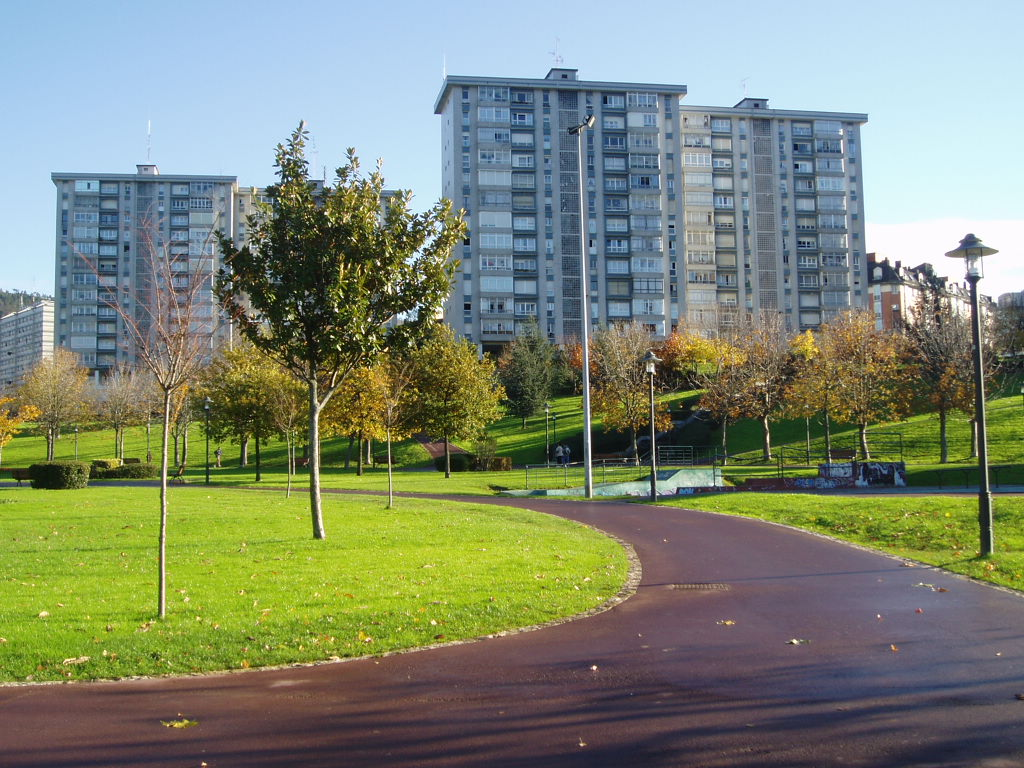
Bloques de viviendas junto al parque Europa.
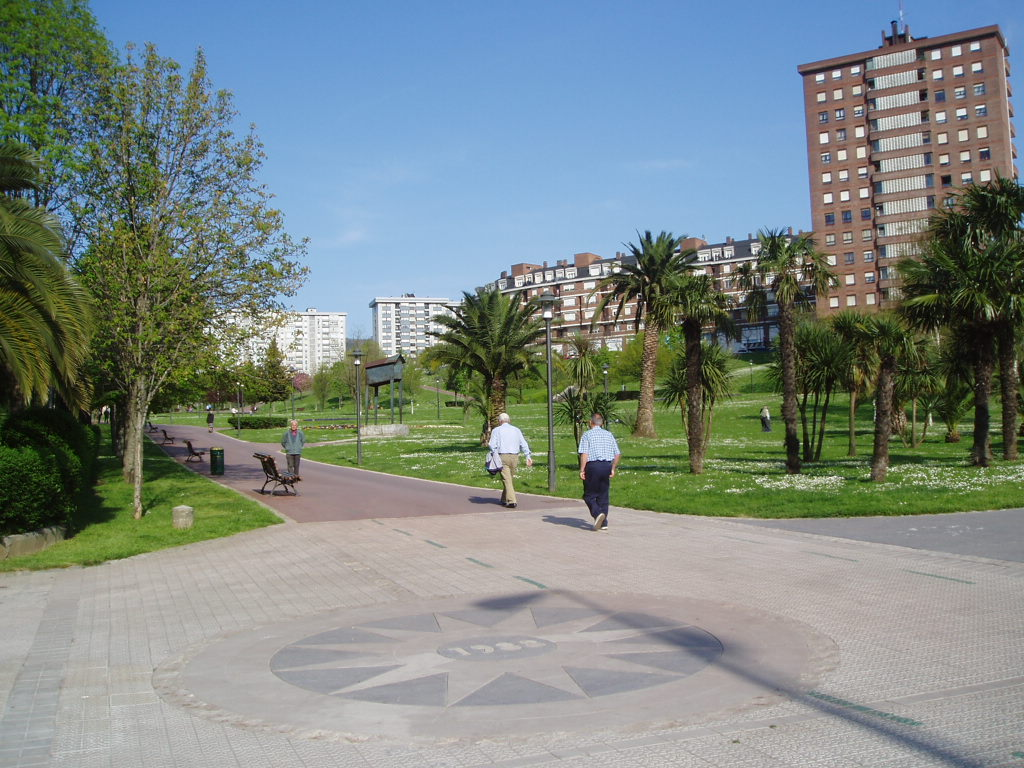
El parque Europa. En el fondo, en el centro de la imagen, el monumento a Alfonso Daniel Rodríguez Castelao.
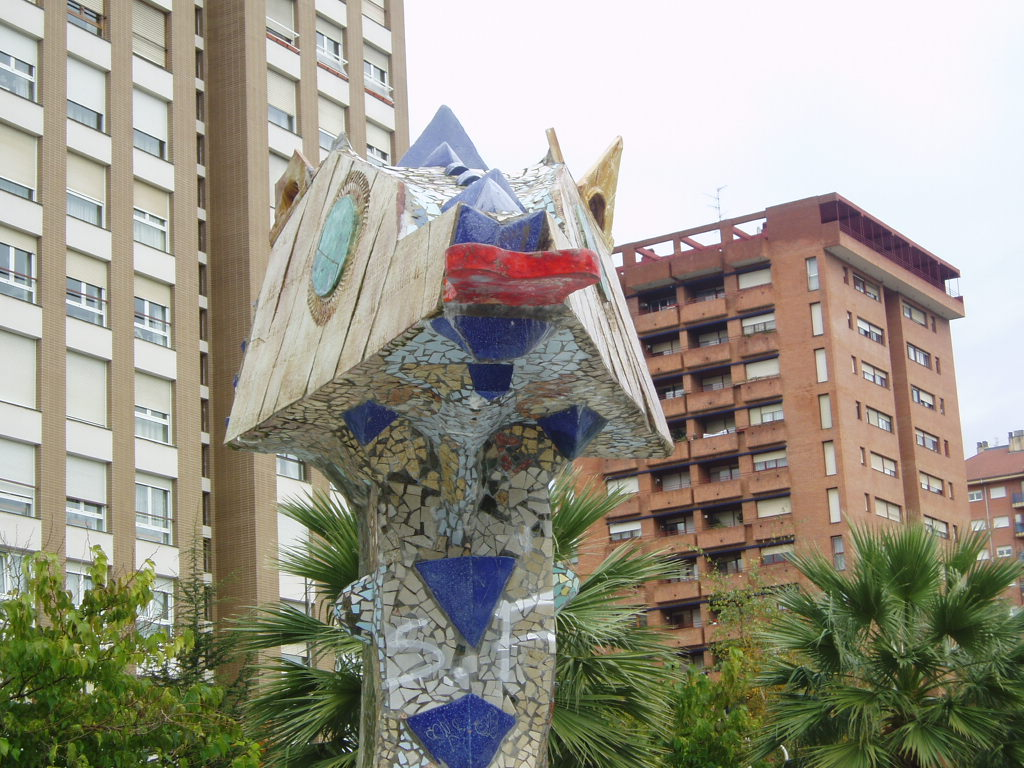
Una figura en los jardines de Garai.
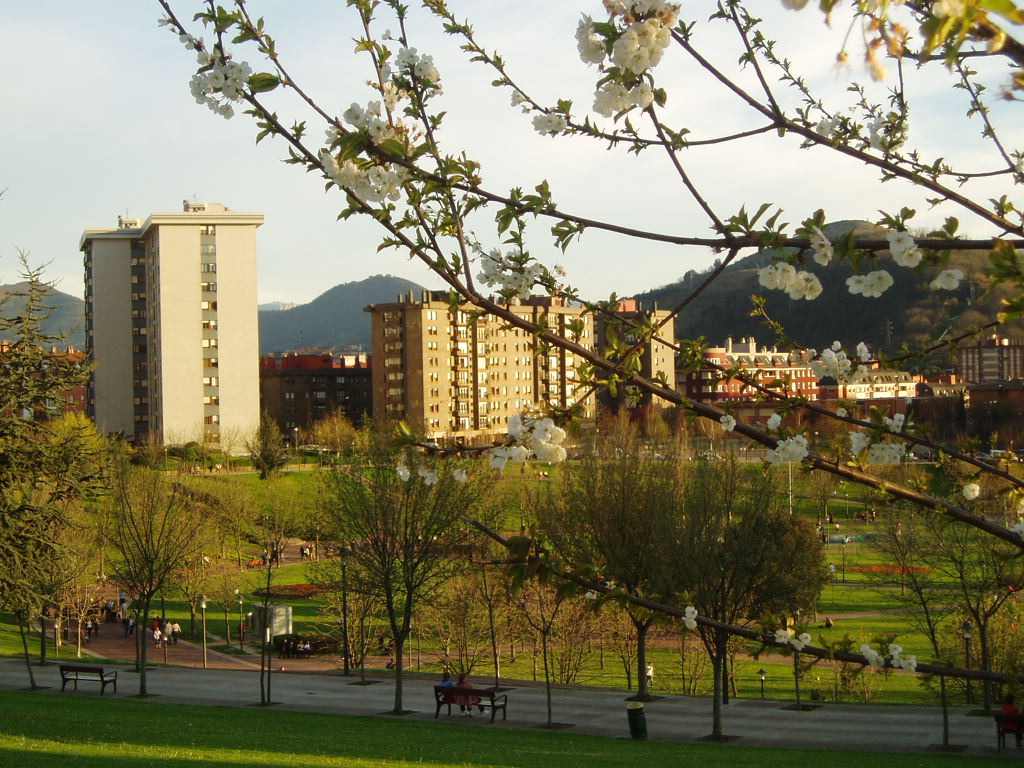
Aspecto general del parque Europa.

## Servicios

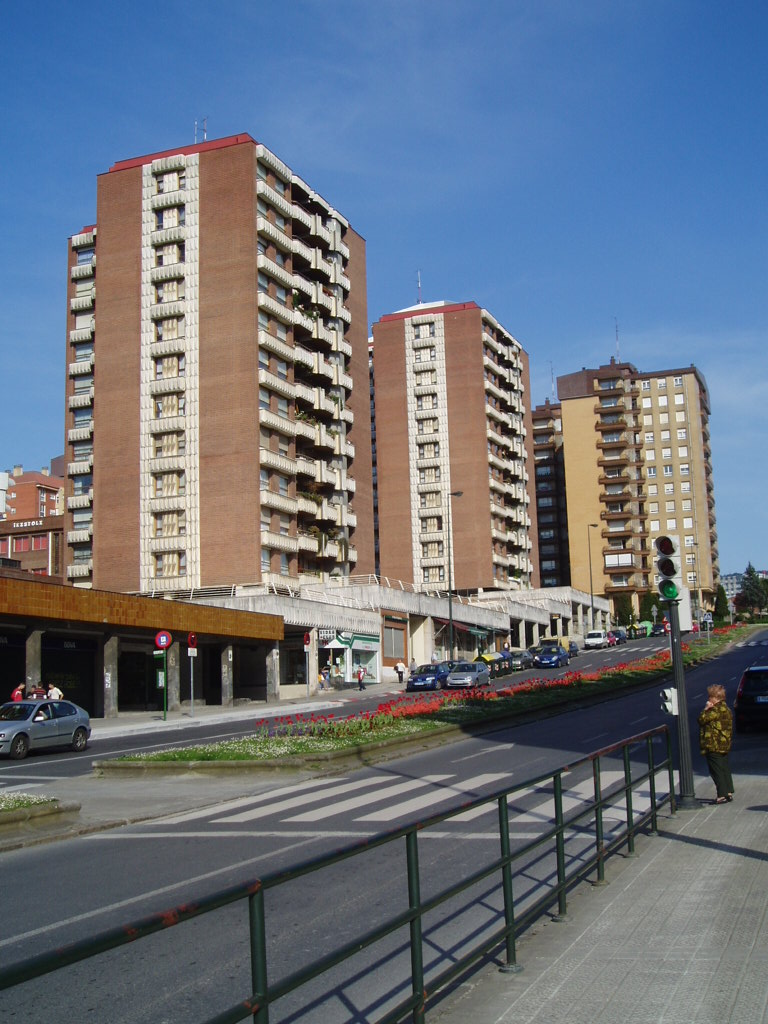
Numerosos bajos comerciales en la avenida Txomin Garat.

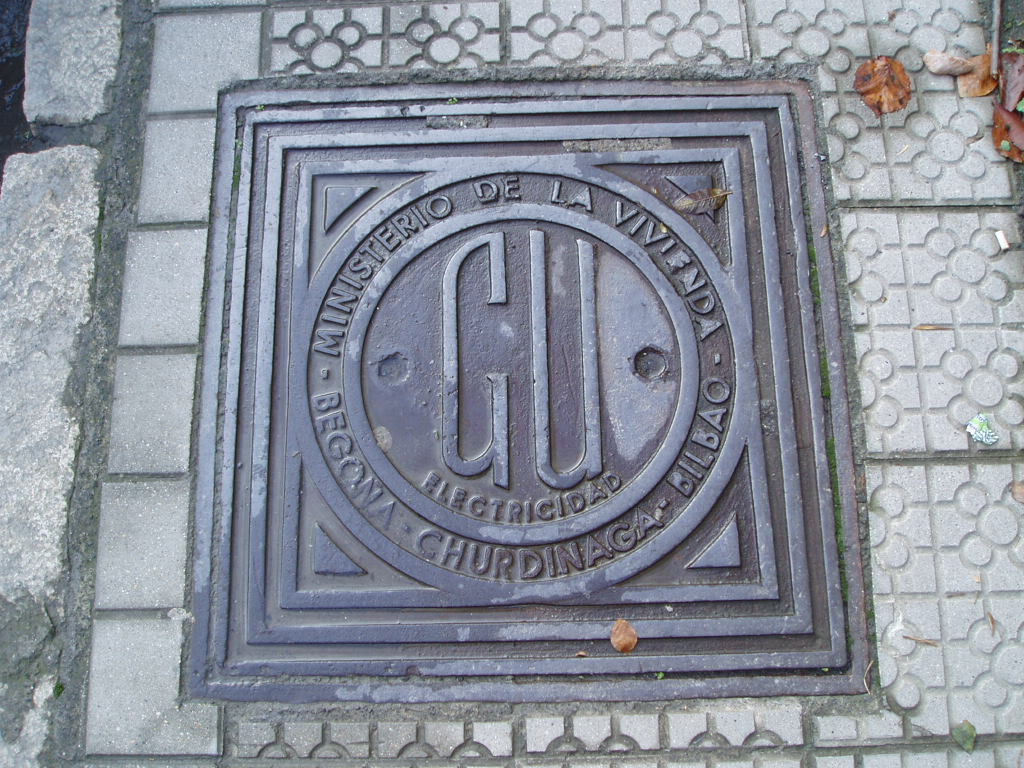
Antigua tapa de alcantarilla en la avenida Jesús Galíndez.

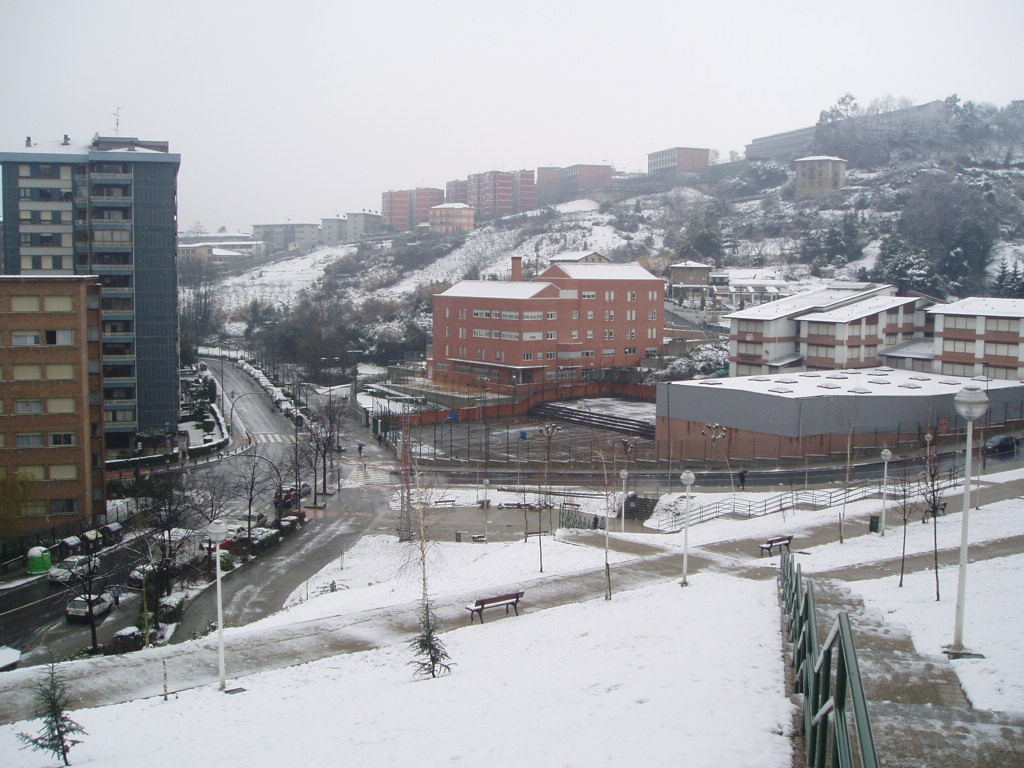
Avenida Jesús Galíndez e ikastola Begoñazpi a la derecha.

### Bancos y cajas de ahorro
- Banco Bilbao Vizcaya Argentaria: Calle Txomin Garat 9.
- Banco Santander: Calle Txomin Garat 7.
- Bilbao Bizkaia Kutxa: Calle Txomin Garat 9 y avenida Julián Gayarre 3A(Cerrada).
- Caja Laboral-Euskadiko Kutxa: Calle Txomin Garat 9.
- La Caixa: Avenida Gabriel Aresti 9B.

### Comercio
La mayoría de comercios de Churdinaga se concentran en los soportales y galerías de la avenida Txomin Garat, así como en la avenida Julián Gayarre y los nuevos desarrollos del entorno, en donde se encuentra también la oficina de Correos. El barrio cuenta además con varios supermercados, el mayor de ellos un Eroski de dos plantas ubicado frente a los jardines de Garai.

### Culto
En 1991 se inauguró la parroquia de Birjinetxe en los bajos de un edificio residencial de la avenida Txomin Garat. Así mismo, existe un templo de la Iglesia Evangélica en la trasera de la avenida Julián Gayarre. Igualmente, en el Colegio Alemán de Bilbao tiene su sede desde 1993 la Comunidad Evangélica de Habla Alemana del Norte de España.
Dentro del barrio existen además varios conventos: Madres Pasionistas, Adoratrices, Trinitarias y Santa Mónica.

### Cultura
Churdinaga no cuenta con casa de cultura o biblioteca. Las más cercanas son la del centro cívico de Ocharcoaga y la del centro de distrito de Begoña, inauguradas en 1987 y 1997 respectivamente.

### Deporte
El polideportivo más cercano a Churdinaga es el de Begoña, junto al parque de Europa. Cuenta, entre otros equipamientos, con nueve gimnasios, seis frontones cubiertos, dos piscinas cubiertas y tres descubiertas, cinco pistas de tenis, tres de baloncesto y otras tantas de squash, etc.
En el extremo más occidental del barrio se ubican dos campos de fútbol en los que juegan los clubes C.D. Txurdinaga, Ocharcoaga, Ibarsusi y la Asociación Deportiva Berrio-Otxoa Neskak. Los vestuarios, aseos, y almacenes están ubicados en un edificio de dos plantas adjunto a los campos. Las instalaciones del campo de fútbol cuentan con placas solares fruto de la reforma que el Ayuntamiento de Bilbao realizó en 2008.

### Educación
Churdinaga  cuenta con dos ikastolas, Begoñazpi y Kirikiño, un colegio alemán (San Bonifacio) y el cristiano Colegio El Ave María. Así mismo, existen varios centros públicos: Pío Baroja, Birjinetxe, Txurdinaga-Artabe, Artatxe, Txurdinaga Behekoa y Gabriel Aresti. El colegio Birjinetxe dispone además de una emisora de radio que emite en el 107.2 de la FM.

### Farmacias
- Julian Gaiarre Hiribidea, 4, 48004 Bilbo, Bizkaia
- Calle Txomin Garat 4.
- Calle Txomin Garat 6.

### Sanidad
El centro de salud de Txurdinaga se encuentra en la intersección de las avenidas Txomin Garat y Gabriel Aresti.

### Seguridad
Txurdinaga cuenta con un centro de la Ertzaintza, en el que en parte de sus instalaciones se encuentra Centro Coordinador de Emergencias Osakidetza y SOS Deiak 112 desde donde dirigen todas las emergencias del País Vasco. La comisaría de la Policía Municipal más cercana se encuentra en el barrio de Ocharcoaga, junto al inicio de la avenida Julian Gayarre. El barrio no dispone de parque de bomberos.

## Transporte
Este barrio está conectado con el resto de la ciudad mediante el servicio de autobuses urbanos de Bilbao (Bilbobus), interurbanos (Bizkaibus), y los taxis, así como a través del metro.

### Líneas de autobús
| Línea  | Recorrido                                  | Frecuencia (minutos)                                 |
| ------ | ------------------------------------------ | ---------------------------------------------------- |
| 03     | Plaza Biribila - Ocharcoaga                | 10                                                   |
| 13     | San Ignacio - Churdinaga                   | 15                                                   |
| 30     | Churdinaga - Miribilla                     | 15                                                   |
| 34     | Ocharcoaga - Santuchu                      | 30                                                   |
| 38     | Ocharcoaga - Termibus                      | 15                                                   |
| 43     | Garaizar - Santuchu                        | 30                                                   |
| G2     | Ocharcoaga - Plaza Biribila                | 30                                                   |
| A-3631 | Bilbao - Galdácano - Larrabezúa por Begoña | 20 (hasta Urreta o Elexalde) / 60 (hasta Larrabezúa) |
| A-2321 | Santuchu - UPV (por autopista)             | 30 / 60                                              |
| A-2610 | Galdácano - Basauri - UPV/EHU              | 60                                                   |
| A-2611 | Ugao - Basauri - Etxebarri - UPV/EHU       | 6:55 7:55 8:55 12:55 18:55                           |

### Metro
A partir de abril de 2017 la Línea 3 del Metro de Bilbao cuenta con una estación en el barrio, bajo los jardines de Garay. La estación tiene dos cañones de acceso a través de los jardines de Mrs. Leah Manning (Garaizar) y la avenida Gabriel Aresti, así como mediante un ascensor en esta misma vía. Esta nueva infraestructura permite a los vecinos de Txurdinaga llegar en 4 minutos al casco viejo de Bilbao y conectar con las líneas 1 y 2 del Metro.

### Paradas de taxi
- Avenida Gabriel Aresti n.º 13 (Ambulatorio)
- Avenida Julián Gaiarre n.º 1

## Organizaciones

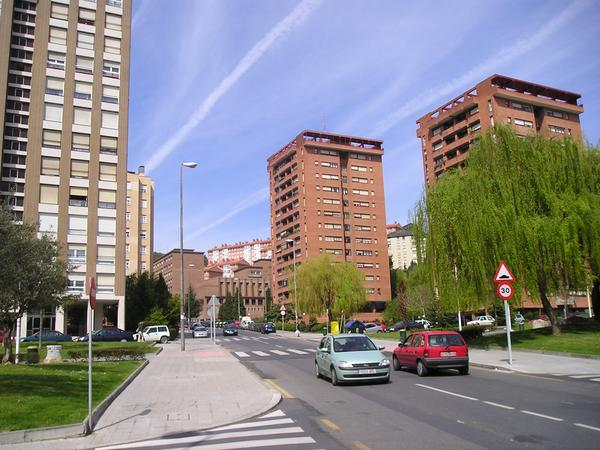
Avenida Gabriel Aresti, en Churdinaga

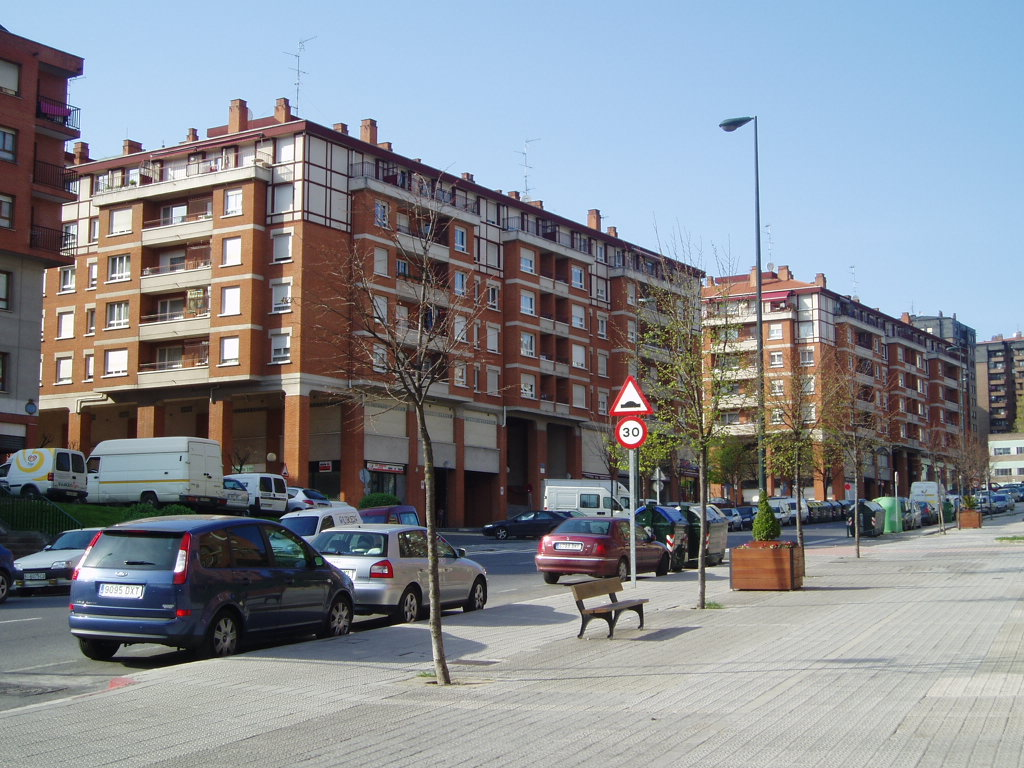
Algunos de los bloques de viviendas más recientes del barrio.

El PNV cuenta con un batzoki en la intersección de la avenida Gabriel Aresti con la calle Artazuriña. Si bien el local se encuentra en un edificio de reciente construcción, en 2008 se cumplieron 100 años desde que se estableció este batzoki. La organización del PSOE en Churdinaga toma el nombre de Agrupación Socialista Ramón Rubial y tiene su sede social en la avenida Julián Gayarre.
En la Calle Ondarroa se encuentra un local de Cruz Roja Bilbao en el que Cruz Roja Juventud hace actividad socio educativas con niños y niñas de edades comprendidas entre los 8 y 16 años los fines de semana.
Así mismo, la asociación sociocultural gitana Kale dor Kayiko tiene su sede en el barrio de Churdinaga, en la calle Ondarroa. Esta asociación tiene por objeto la integración de la comunidad gitana en el País Vasco y la promoción de la cultura gitana. Es responsable, entre otras actividades, de la organización del Día del Pueblo Gitano en Euskadi y diversos concursos, tales como el certamen de cuentos y relatos gitanos o el certamen de jóvenes promesas del flamenco. 
Finalmente, los comerciantes del barrio están agrupados en la Asociación de Comerciantes de Churdinaga.

## Principales calles
- Avenida Txomin Garat: atraviesa Churdinaga de este a oeste.
- Avenida Gabriel Aresti: perpendicular a la avenida Txomin Garat, hace lo propio de norte a sur. Curiosamente el escritor bilbaíno Gabriel Aresti, en cuyo homenaje se denomina así esta avenida, pidió a Dios en su poema "Nire izena" ("Mi nombre", en euskera), del libro "Harri eta Herri" ("Piedra y Pueblo", en euskera), que no se le dedicara ninguna calle a su memoria.[13]
- Avenida Jesús Galíndez: rodea el barrio de Churdinaga y conecta con la avenida Pau Casals y a su vez con Ocharcoaga.
- Avenida Julián Gaiarre: atraviesa de norte a sur las zonas residenciales al oeste del parque de Europa. Conecta Ocharcoaga con Bolueta.